# Bol·landistes

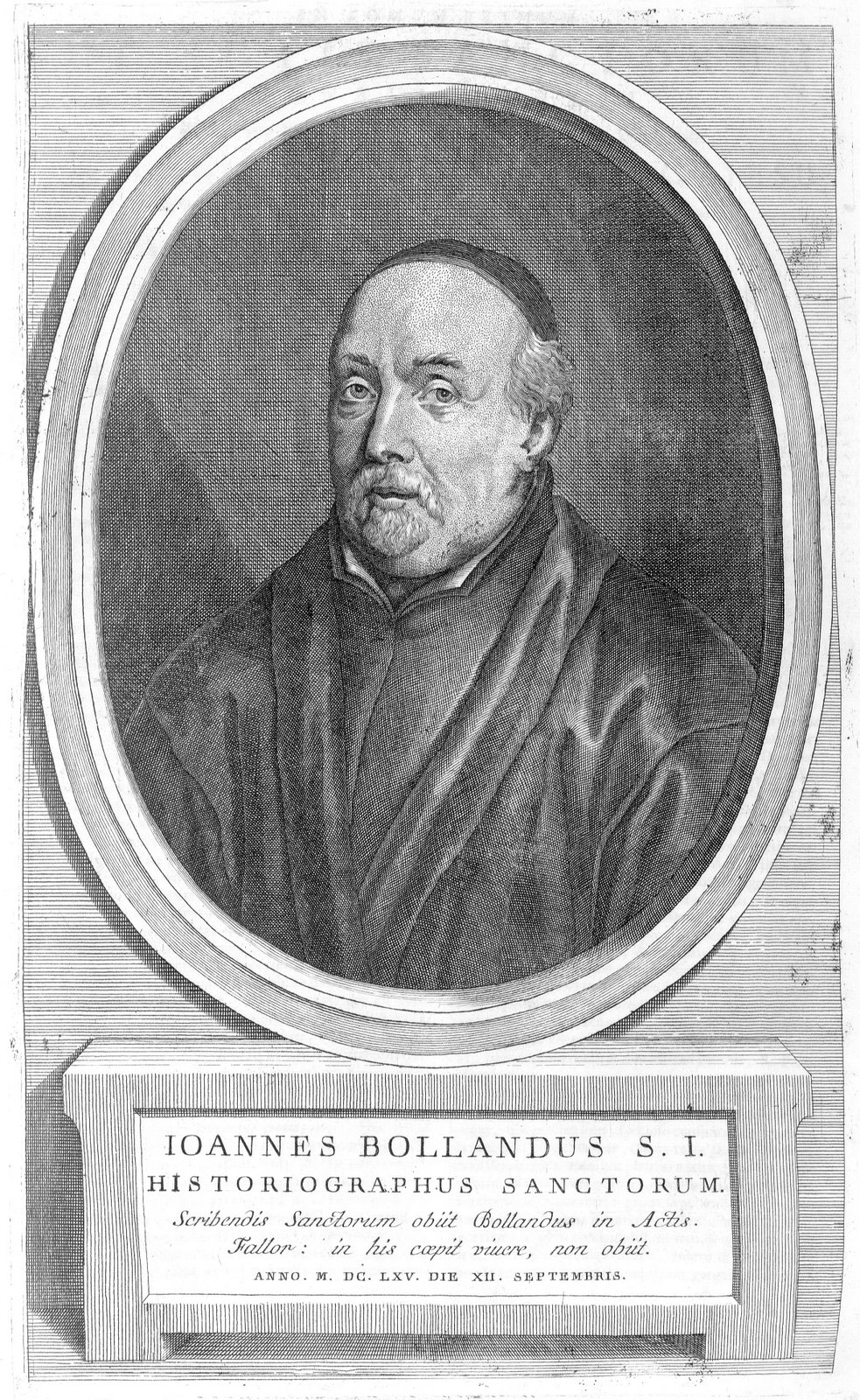
Joan Bolland

Els bol·landistes són un grup de col·laboradors jesuïtes que prossegueix l'obra hagiogràfica iniciada al segle xvii pel sacerdot Joan Bolland (1596-1665) a Anvers, dedicada a la recopilació de totes les dades possibles sobre els sants catòlics.
Va ser el seu precursor Heribert Rosweyde (1564-1629), que en 1607 va publicar a Anvers Fasti Sanctorum introduint la idea de la metodologia que empraran els bol·landistes: estudi detallat de les fonts i manuscrits per descobrir la veracitat de les narracions.
En començar la magna col·lecció Acta Sanctorum (Actes dels Sants), al Pare Bolland se li van assignar dos col·laboradors: primer Godfrey Henschen -o Henschenius- (1601-1681) i, en 1659, Daniel van Papenbroeck -o Papebrochius- (1628-1714); tal grup inicial va ser batejat molt ràpid amb el nom de bol·landistes, perdurant fins avui aquesta designació i la seva obra. El grup es crea amb la finalitat de recollir i sotmetre a examen crític tota la literatura hagiogràfica existent, valorant les fonts relatives als sants inclosos en els martirologis, distingint les dades històriques dels llegendaris, de manera que es pogués arribar a una història i espiritualitat dels sants i beats reconeguts per l'Església.

## Obres
Aquest triumvirat fundacional va donar un impuls extraordinari als Acta Sanctorum i representa, en la seva secular història, l'edat d'or dels bol·landistes. Van elaborar un meticulós mètode d'estudi, segons el qual tot treball passava per una reposada revisió en equip, en tres etapes. Se sotmetia a consulta i crítica de tot el grup una primera impressió de l'estudi de cada col·laborador, utilitzant-se el procediment de la votació en la correcció i fixació dels textos; aquest segon text imprès passava per una última revisió, que rebia el suport definitiu en la tercera i definitiva impressió.
En 1643 es van publicar els dos primers volums dels Acta Sanctorum. La majoria dels jesuïtes que treballaven en el projecte procedien de Flandes i els següents volums es van publicar a Anvers. No obstant això, amb l'ocupació de Flandes per França, en 1794, es va interrompre el treball (en el tom 53). Amb la fundació de l'Estat belga en 1837 es va reprendre el treball, publicant-se els volums primer a Brussel·les, més tard a Tongerloo. Fins avui s'han publicat 68 volums i el treball encara no està acabat (comprèn els sants la celebració dels quals es commemora des de l'1 de gener fins al 10 de novembre).

## Els bol·landistes avui
En l'actualitat encara existeix el grup dels bol·landistes amb el nom de Société des Bollandistes, sota el ràfec de la Companyia de Jesús. Té la seu en el Collège Saint-Michel, en Etterbeek  (Brussel·les). Des de l'any 2000 ja no està formada només per jesuïtes. Està dirigida per Robert Godding.

## Bol·landistes cèlebres
- Jean Bolland
- Héribert Rosweyde
- Michel van Esbroeck
- Daniel van Papenbroeck
- Hippolyte Delehaye
- Joseph Van den Gheyn
- Robert Godding